# Isłam Opijew
Isłam Sałmanowicz Opijew (ros. Ислам Салманович Опиев; ur. 2 kwietnia 1998) – rosyjski zapaśnik startujący w stylu klasycznym. 
Zajął siódme miejsce na mistrzostwach Europy w 2020. Wygrał MŚ U-23 w 2019, a także ME U-23 w 2019. Mistrz świata juniorów w 2018 i Europy kadetów w 2015. Wicemistrz Rosji w 2019 i 2020 roku.